# Elezioni parlamentari in Grecia del 1981
Le elezioni parlamentari in Grecia del 1981 si tennero il 18 ottobre in concomitanza con le  elezioni straordinarie per il Parlamento Europeo. Esse videro la vittoria del Movimento Socialista Panellenico di Andreas Papandreou, che divenne Primo ministro; si formò così il primo governo di sinistra della Terza Repubblica Ellenica.

## Risultati
| Liste                                    | Voti      | %     | Seggi |
| ---------------------------------------- | --------- | ----- | ----- |
| Movimento Socialista Panellenico         | 2 726 309 | 48,07 | 172   |
| Nuova Democrazia                         | 2 034 496 | 35,88 | 115   |
| Partito Comunista di Grecia              | 620 302   | 10,94 | 13    |
| Partito dei Progressisti                 | 95 799    | 1,69  | –     |
| Partito Comunista di Grecia dell'Interno | 76 404    | 1,35  | –     |
| KODISO - KAE                             | 40 126    | 0,71  | –     |
| Unione del Centro Democratico            | 22 763    | 0,40  | –     |
| Partito dei Liberali                     | 20 645    | 0,36  | –     |
| Democrazia Cristiana                     | 8 638     | 0,15  | –     |
| Per una Sinistra Rivoluzionaria          | 6 595     | 0,12  | –     |
| Altri <0,10% e candidati individuali     | 18 980    | 0,33  | –     |
| Totale                                   | 5 671 057 | 100   | 300   |